# Samuel Dickstein
Samuel Dickstein (Varsóvia, 12 de maio de 1851 – Varsóvia, 28 de setembro de 1939) foi um matemático polonês.
Estudou de 1869 a 1876 na Universidade Russa de Varsóvia. Dois anos depois, em 1878, fundou uma escola privada, que manteve até 1888.
Nesta época publicou uma série de livros-texto sobre matemática e física em polonês. Desde 1888 foi editor de dois periódicos científicos, Mathematical Papers e Physical Papers, e a partir de 1897 Mathematical News. Em 1919 foi professor de matemática da Universidade de Varsóvia, onde recebeu um título de doutor honoris causa em 1921.

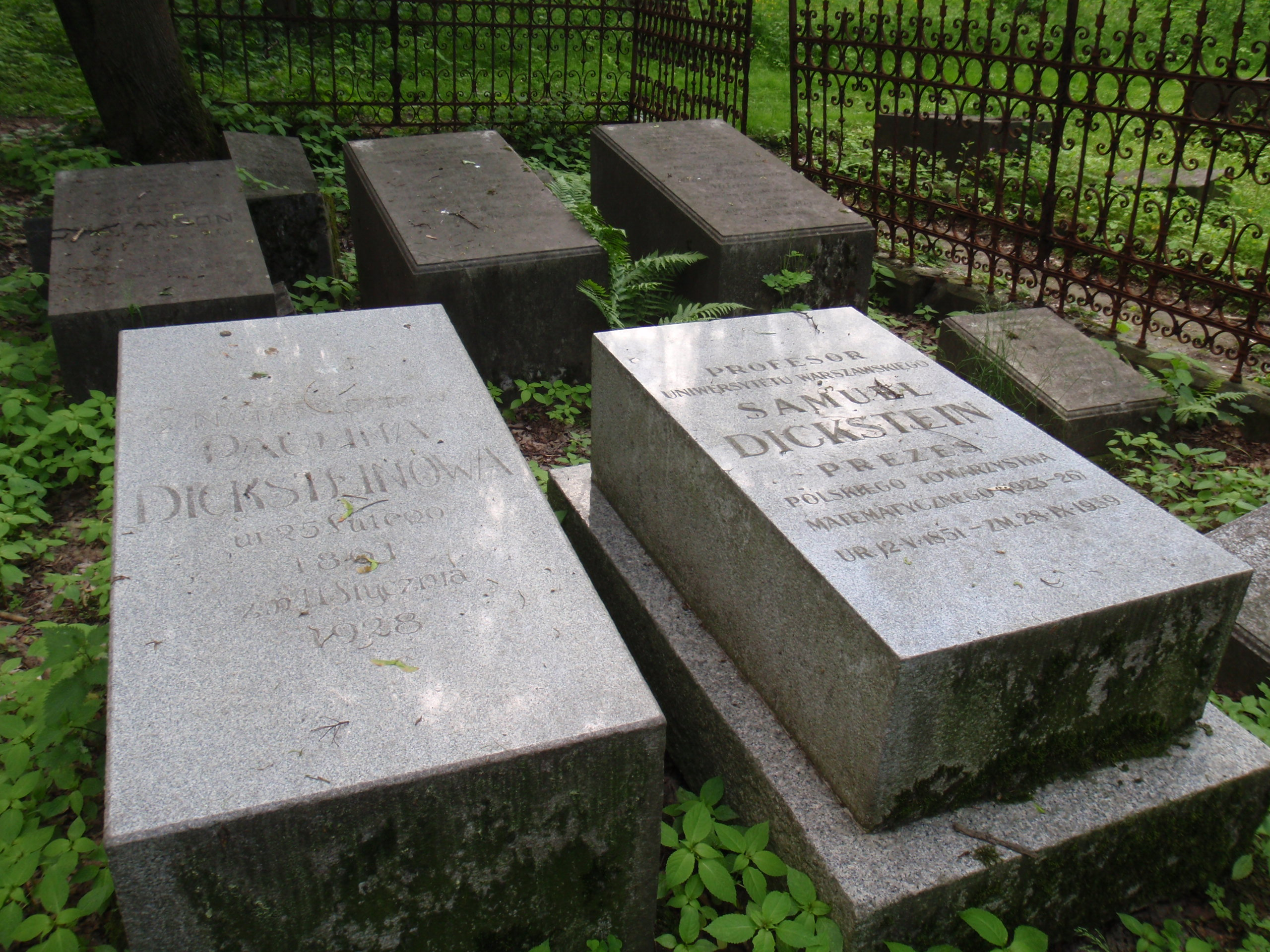
Sepultura de Samuel Dickstein no Cemitério Judaico de Varsóvia

Foi palestrante convidado do Congresso Internacional de Matemáticos em Heidelberg (1904).
Foi um dos fundadores do partido Zjednoczenie, que batalhou pela assimilação dos judeus na Polônia. Samuel Dickstein morreu em um bombardeio alemão no início da Segunda Guerra Mundial.